# Фаридун-мирза
Фаридун-мирза Каджар (1922—1975) — сын последнего шахиншаха Персии из династии Каджаров — Ахмеда Шаха Султана. 

## Биография
Сразу же после рождения был назначен наследным принцем Персии, после изгнании династии Каджаров из Персии семья осела в Швейцарии, там Фаридун поступил в Женевский университет и окончил его. 
В 1930 году после смерти отца, который являлся главой дома Каджаров, главой дома стал его дядя. 
В 1943 году после смерти дяди Фаридун стал главой династии. Умер в 1975 году в Женеве от сердечного приступа.
Имел 3 детей (сын и 2 дочери).